# Liste der Biografien/Harn
Liste der Biografien |
Portal Biografien |
Personensuche
# |
A |
B |
C |
D |
E |
F |
G |
H |
I |
J |
K |
L |
M |
N |
O |
P |
Q |
R |
S |
T |
U |
V |
W |
X |
Y |
Z |
?
 
Ha |
Hd |
He |
Hi |
Hj |
Hk |
Hl |
Hm |
Hn |
Ho |
Hr |
Hs |
Ht |
Hu |
Hv |
Hw |
Hy
 
Haa |
Hab |
Hac |
Had |
Hae–Haf |
Hag |
Hah |
Hai |
Haj |
Hak |
Hal |
Ham |
Han |
Hao |
Hap |
Haq |
Har |
Has |
Hat |
Hau |
Hav |
Haw |
Hax |
Hay |
Haz
 
Hara |
Harb |
Harc |
Hard |
Hare |
Harf |
Harg |
Harh |
Hari |
Harj |
Hark |
Harl |
Harm |
Harn |
Haro |
Harp |
Harr |
Hars |
Hart |
Haru |
Harv |
Harw |
Harx |
Hary |
Harz
Die Liste der Biografien führt alle Personen auf, die in der deutschsprachigen Wikipedia einen Artikel haben. Dieses ist eine Teilliste mit 126 Einträgen von Personen, deren Namen mit den Buchstaben „Harn“ beginnt.

## Harn

### Harna
- Harna, Josef (1939–2015), tschechischer Historiker, Slawist und Schriftsteller
- Harnack, Adolf von (1851–1930), deutscher protestantischer Theologe und Kirchenhistoriker
- Harnack, Anke (* 1979), deutsche Journalistin, Moderatorin und Reporterin
- Harnack, Annette (* 1958), deutsche Hochspringerin
- Harnack, Arvid (1901–1942), deutscher Jurist, Nationalökonom und WiderstandskämpferArvid Harnack (1901–1942)

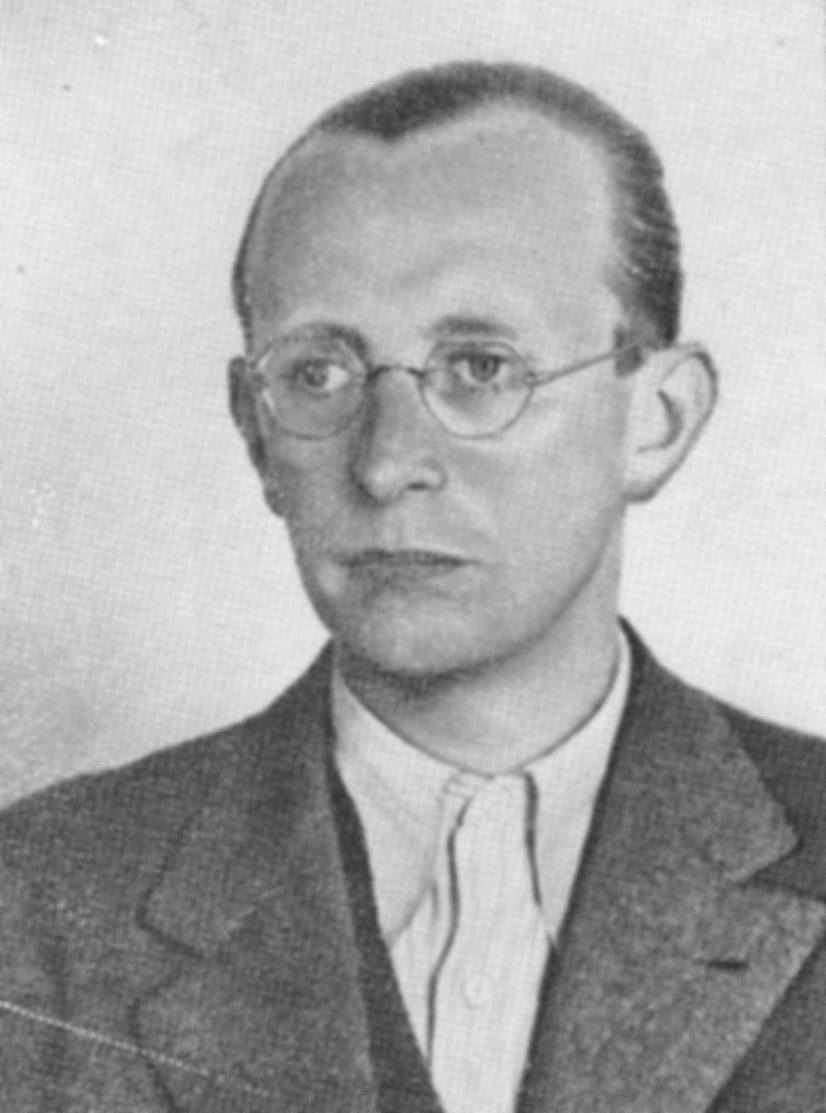
Arvid Harnack (1901–1942)

- Harnack, Axel (1851–1888), deutscher Mathematiker
- Harnack, Axel von (1895–1974), deutscher Bibliothekswissenschaftler und Historiker
- Harnack, Clara (1877–1962), deutsche Malerin
- Harnack, Elisabet von (1892–1976), deutsche Sozialarbeiterin
- Harnack, Erich (1852–1915), deutscher Pharmakologe und Hochschullehrer
- Harnack, Ernst von (1888–1945), deutscher Politiker und Widerstandskämpfer
- Harnack, Falk (1913–1991), deutscher Regisseur, Drehbuchautor und Widerstandskämpfer gegen den Nationalsozialismus
- Harnack, Gustav-Adolf von (1917–2010), deutscher Kinderarzt
- Harnack, Maren, deutsche Stadtplanerin, Architektin und Hochschullehrerin
- Harnack, Otto (1857–1914), deutscher Literaturwissenschaftler, Schriftsteller und Hochschullehrer
- Harnack, Theodosius (1817–1889), deutsch-baltischer evangelisch-lutherischer Theologe
- Harnack-Fish, Mildred (1902–1943), amerikanisch-deutsche Literaturwissenschaftlerin, Übersetzerin und WiderstandskämpferinMildred Harnack-Fish (1902–1943)

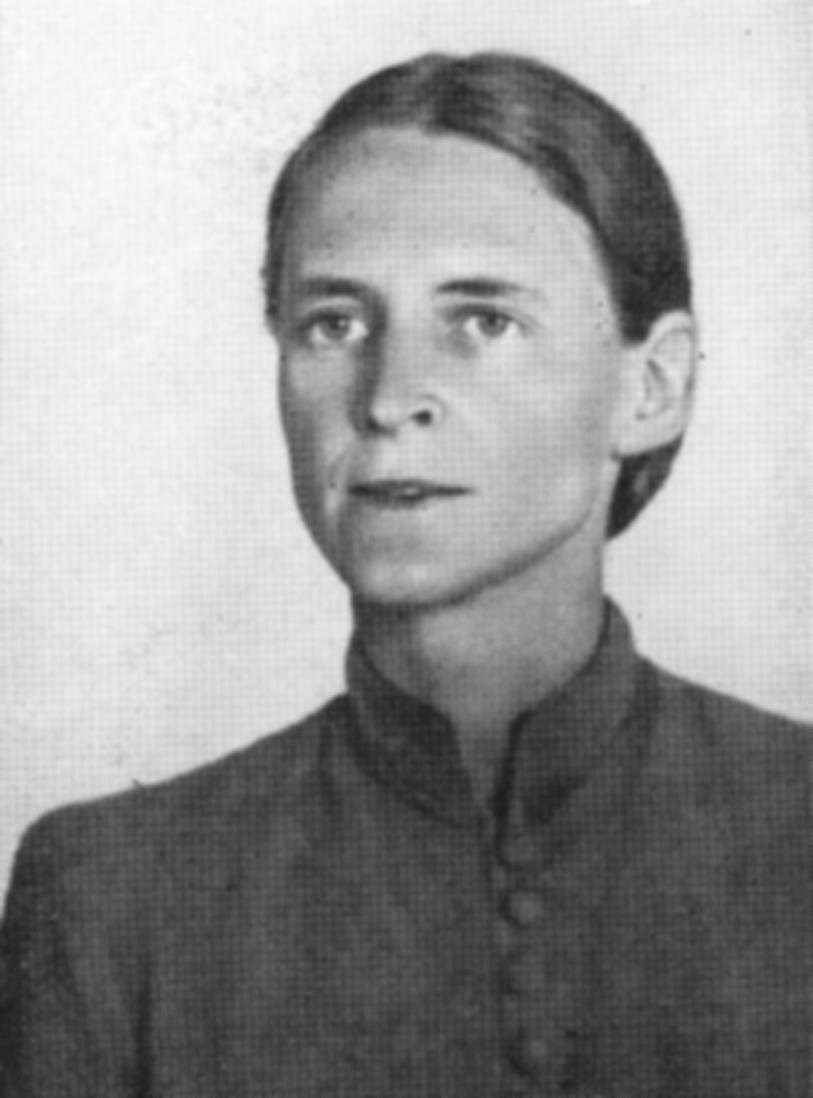
Mildred Harnack-Fish (1902–1943)

- Harnad, John (* 1946), ungarisch-kanadischer theoretischer Physiker
- Harnad, Stevan (* 1945), ungarischer Kognitionswissenschaftler
- Harnafi, Ismail (* 2002), deutsch-marokkanischer Fußballspieler
- Harnapp, Georg Oskar (1903–1980), deutscher Kinderarzt und Chemiker
- Harnasch, David (* 1977), deutscher Journalist
- Harnasko, Alina (* 2001), belarussische Turnerin
- Harnau, Robert (1908–1977), deutscher Politiker (SPD/SED) und Widerstandskämpfer

### Harnd
- Harnden, Arthur (1924–2016), US-amerikanischer Leichtathlet
- Harnden, Ryan (* 1986), kanadischer Curler
- Harndt, Ewald (1901–1996), deutscher Zahnmediziner, Rektor der Freien Universität Berlin

### Harne
- Harnecker, Marta (1937–2019), chilenische Publizistin
- Harned Lozier, Clemence Sophia (1813–1888), amerikanische Ärztin und Aktivistin
- Harneit, Johannes (* 1963), deutscher Komponist, Dirigent und Pianist
- Harnell, Jess (* 1963), US-amerikanischer Schauspieler und Synchronsprecher und Sänger
- Harnell, Joe (1924–2005), US-amerikanischer Jazz- und Unterhaltungsmusiker (Piano)
- Harner, Jason Butler (* 1970), US-amerikanischer SchauspielerJason Butler Harner (* 1970)

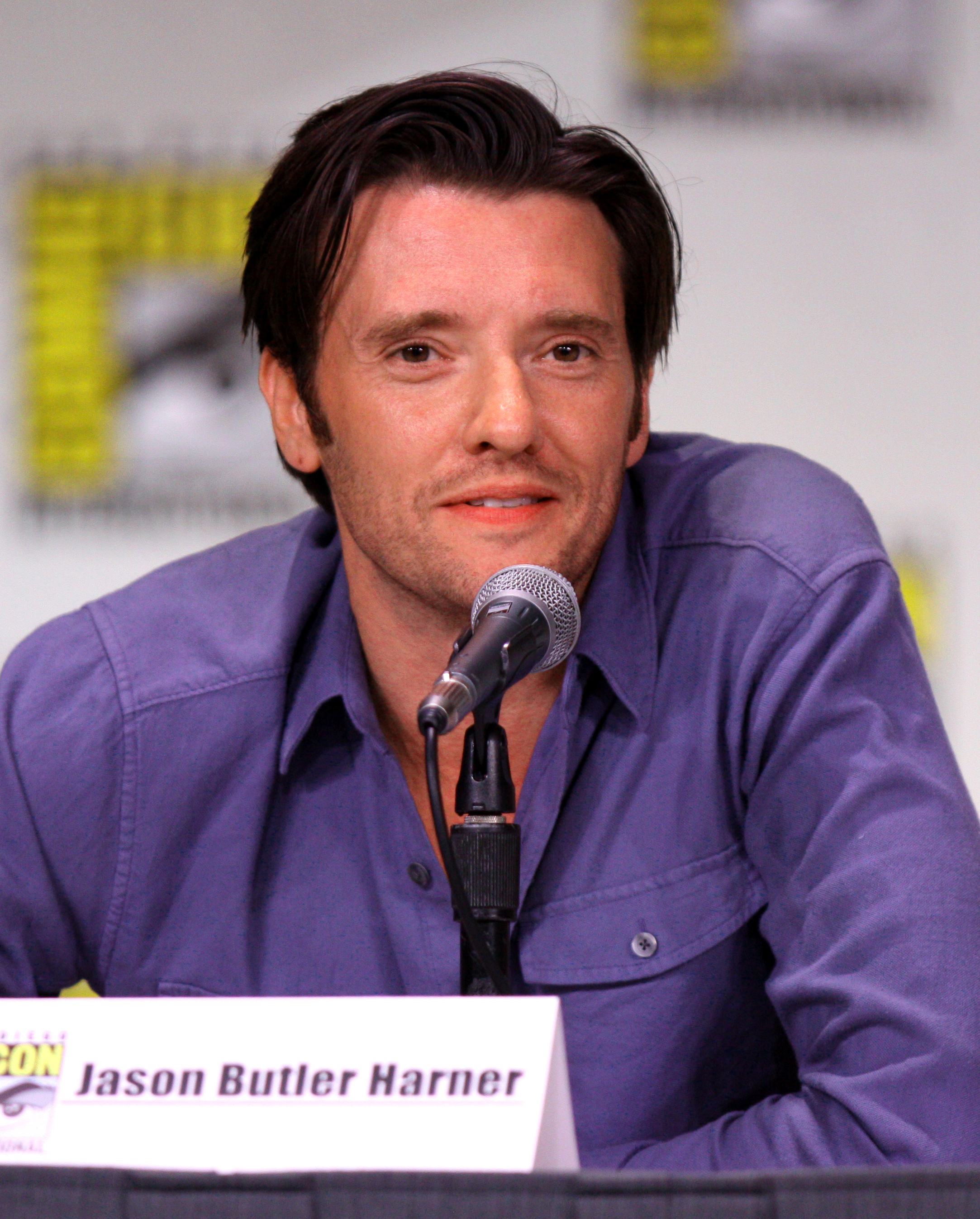
Jason Butler Harner (* 1970)

- Harner, Michael (1929–2018), US-amerikanischer Anthropologe und Schamane
- Harness, Charles L. (1915–2005), amerikanischer Science-Fiction-Autor
- Harness, Forest (1895–1974), US-amerikanischer Politiker
- Harnest, Fritz (1905–1999), deutscher Maler und Grafiker
- Harnest, Joseph (1937–1999), deutscher Zeichner und Graphiker, Professor für freies Zeichnen, Darstellende Geometrie und Perspektive
- Harnest, Michael (1965–2016), deutscher Archäologe und Zeichner
- Harnest, Mutz (1902–1991), deutsche Zeichnerin und Grafikerin
- Harnett, Cornelius (1723–1781), US-amerikanischer Kaufmann, Farmer, Friedensrichter und Politiker
- Harnett, Curt (* 1965), kanadischer Bahnradsportler
- Harnett, Cynthia (1893–1981), britische Schriftstellerin
- Harnett, Richard (* 1956), US-amerikanisch-deutscher Basketballspieler
- Harnett, Sue (* 1956), US-amerikanische Bankmanagerin
- Harnett, Sunny (1924–1987), US-amerikanisches Model, Schauspielerin und Casting Director
- Harnett, William (1848–1892), irisch-US-amerikanischer Maler
- Harney, Corinna (* 1972), US-amerikanische Schauspielerin und ehemaliges Playmate
- Harney, Else (1919–1984), deutsche Keramikerin und Kunsthandwerkerin
- Harney, Fritz (1879–1953), deutscher Industrieller und Funktionär
- Harney, George Julian (1817–1897), britischer Politiker
- Harney, Justin (* 1977), US-amerikanischer Eishockeyspieler
- Harney, Mary (* 1953), irische Politikerin
- Harney, Michael J., US-amerikanischer SchauspielerMichael J. Harney

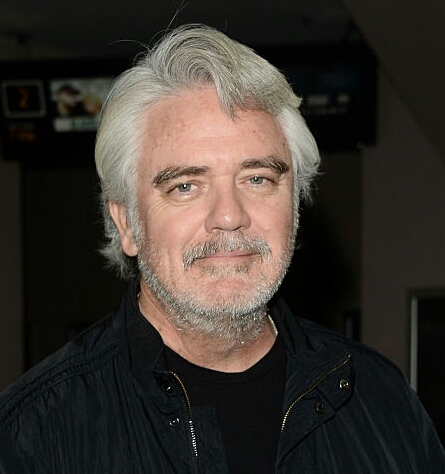
Michael J. Harney

- Harney, Paul E. (1850–1915), US-amerikanischer Maler und Kunstpädagoge
- Harney, Rich (1954–2020), US-amerikanischer Jazzmusiker (Piano, Komposition, auch Gesang)
- Harney, Richard (1902–1973), US-amerikanischer Blues-Gitarrist (auch Pianist)
- Harney, Rudolf (1880–1965), deutscher evangelischer Geistlicher
- Harney, William Edward (1895–1962), australischer Schriftsteller, Naturforscher

### Harni
- Harnick, Sheldon (1924–2023), US-amerikanischer Singer-Songwriter
- Harnickell, Heinrich (1836–1920), preußischer Generalleutnant
- Harnier, Adolf von (1834–1904), hessischer Grundbesitzer und Abgeordneter
- Harnier, Adolf von (1903–1945), deutscher Jurist und Rechtsanwalt sowie Widerstandskämpfer gegen den Nationalsozialismus
- Harnier, Anna von (* 1981), deutsche Judo-Meisterin 2000 und 2002
- Harnier, August (1855–1916), hessischer Jurist und Mitglied des Provinzialrats Hessen-Nassau
- Harnier, Eduard (1854–1936), deutscher Jurist, Rechtsanwalt, Notar, Politiker und Präsident des Kurhessischen Kommunallandtags
- Harnier, Eduard Ludwig von (1800–1868), deutscher Jurist und Politiker
- Harnier, Eduard von (1829–1917), deutscher Rechtsanwalt
- Harnier, Heinrich Wilhelm Karl von (1767–1823), großherzoglich hessischer Geheimrat, außerordentlicher Gesandter und bevollmächtigter Minister, Bundestagsgesandter
- Harnier, Kaspar Georg Wilhelm von (1800–1838), hessen-darmstädtischer Legationsrat, Jurist und Maler
- Harnier, Richard (1820–1885), deutscher Politiker (NLP), MdR
- Harnier, Richard Maria (1775–1856), Arzt, Geheimer Rat und Abgeordneter
- Harnier, Wilhelm von (1836–1861), deutscher Afrikaforscher
- Harnik, Elisabeth (* 1970), österreichische Pianistin, Komponistin, Klangkünstlerin und Musikveranstalterin
- Harnik, Martin (* 1987), deutsch-österreichischer FußballspielerMartin Harnik (* 1987)

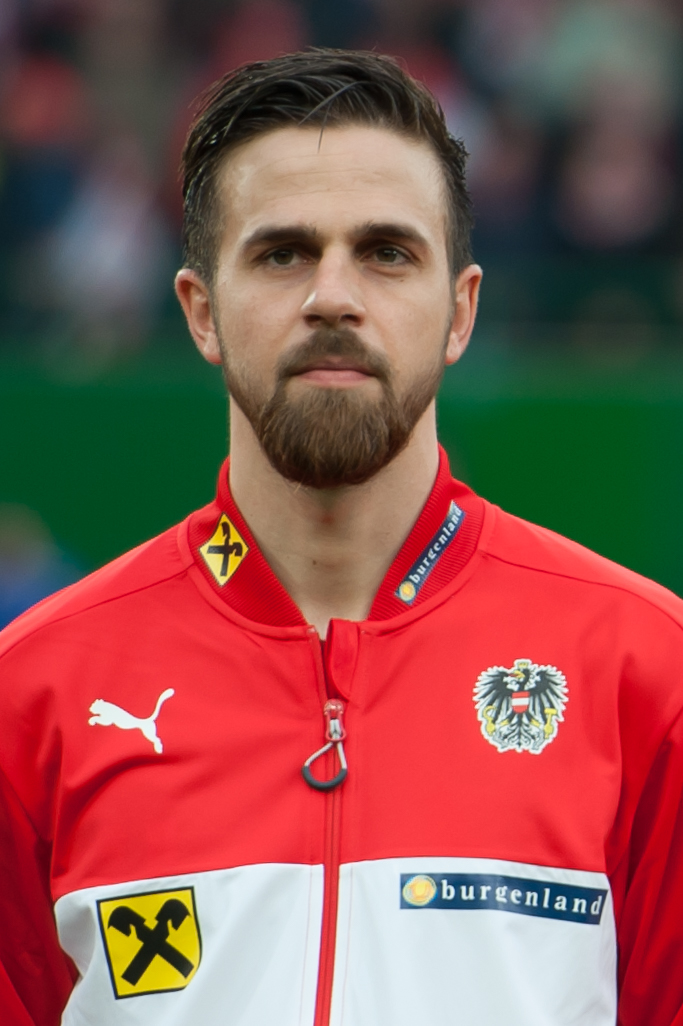
Martin Harnik (* 1987)

- Harning, Steffen (* 1969), deutscher Musikmanager, Musikproduzent und DJ
- Harniš, Ján (* 1985), slowakischer Rennrodler
- Harnisch, Arnold, deutscher Bildhauer
- Harnisch, Daniel (* 1992), deutscher Radrennfahrer
- Harnisch, Friedrich August (1826–1903), deutscher Pädagoge
- Harnisch, Georg Friedrich († 1857), deutscher Zinngießer-Meister und Unternehmer
- Harnisch, Hanna (* 1936), deutsche Sprachwissenschaftlerin und Hochschullehrerin
- Harnisch, Hartmut (* 1934), deutscher Archivar und Historiker
- Harnisch, Heinz (* 1934), deutscher Fußballspieler
- Harnisch, Henning (* 1968), deutscher Basketballspieler
- Harnisch, Hermann (1883–1951), deutscher Politiker (SPD, SED)
- Harnisch, Josef (1914–1982), deutscher Politiker (CDU), Oberbürgermeister von Trier
- Harnisch, Jutta (* 1935), deutsche Kostümbildnerin
- Harnisch, Klaus (* 1933), deutscher Regisseur, Dramaturg und Kulturmanager
- Harnisch, Ludwig Hermann (1825–1904), deutscher Zinngießer-Meister und Unternehmer
- Harnisch, Otto Siegfried († 1623), deutscher Kantor, Kapellmeister und Komponist
- Harnisch, Philipp (* 1985), deutscher Jazzmusiker (Altsaxophon, Komposition)
- Harnisch, Rachel (* 1973), Schweizer Opernsängerin (Sopran)
- Harnisch, Rüdiger (* 1955), deutscher Germanist
- Harnisch, Rudolf (* 1864), deutscher Jurist und Politiker (SPD)
- Harnisch, Sebastian (* 1967), deutscher Politikwissenschaftler
- Harnisch, Walter (1883–1947), deutscher Journalist, Romanschriftsteller und Teilnehmer am Kapp-Putsch 1920
- Harnisch, Walter (1906–1988), österreichischer Maler
- Harnisch, Wilhelm (1787–1864), deutscher Theologe und Pädagoge
- Harnisch, Wilhelm (1887–1960), deutscher Theologe und sozial und politisch engagierter Pfarrer
- Harnisch, Wolf (1918–1992), deutscher Schauspieler und Hörspielsprecher
- Harnisch, Wolfgang (1934–2022), evangelischer Neutestamentler
- Harnischfeger, Barbara (* 1949), deutsche Fernseh- und Hörfunkjournalistin und Moderatorin
- Harnischfeger, Götz (1939–2016), deutscher Pharmazeut und Chemiker sowie Botaniker
- Harnischfeger, Henry (1855–1930), amerikanischer Unternehmer deutscher Herkunft
- Harnischfeger, Horst (* 1938), deutscher Jurist
- Harnischfeger, Johann (1899–1984), deutscher Politiker (CDU), MdB
- Harnischfeger, Manfred (1944–2015), deutscher Journalist und Öffentlichkeitsarbeiter
- Harnischmacher, Adolf (1910–2006), deutscher SS-Obersturmführer in Einsatzkommando 8
- Harnischmacher, Mechthild (* 1991), deutsche Theaterregisseurin
- Harnish, Dustin (* 1983), US-amerikanischer Schauspieler und Synchronsprecher

### Harnn
- Harnnarong Chunhakunakorn, thailändischer Fußballtrainer

### Harno
- Harnois, Elisabeth (* 1979), US-amerikanische Schauspielerin
- Harnoncourt, Alice (1930–2022), österreichische Violinistin der historischen Aufführungspraxis
- Harnoncourt, Eberhard (1957–1990), österreichischer Schauspieler und Regisseur
- Harnoncourt, Franz (* 1937), österreichischer Unternehmer
- Harnoncourt, Karl (* 1934), österreichischer Mediziner und Universitätsprofessor
- Harnoncourt, Nikolaus (1929–2016), österreichischer Dirigent und CellistNikolaus Harnoncourt (1929–2016)

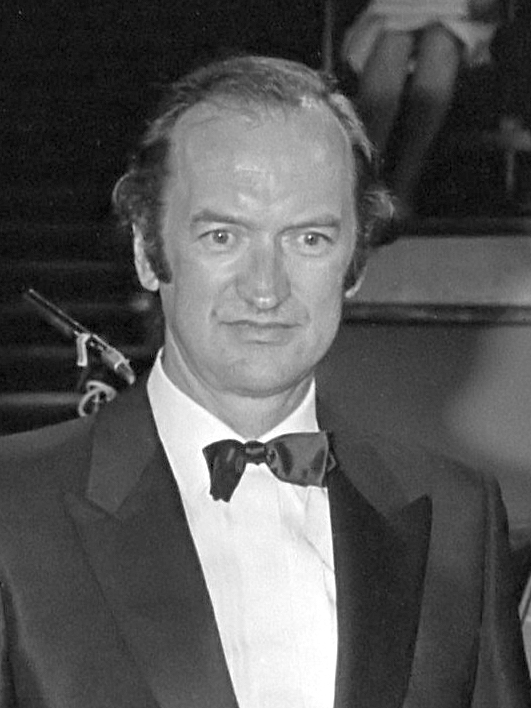
Nikolaus Harnoncourt (1929–2016)

- Harnoncourt, Philipp (1931–2020), österreichischer Theologe und römisch-katholischer Priester
- Harnoncourt, Philipp (* 1955), österreichischer Regisseur
- Harnos, Christine (* 1968), kanadische Schauspielerin
- Harnos, Uwe (* 1960), deutscher Jurist und Sportfunktionär
- Harnoy, Ofra (* 1965), israelisch-kanadische Cellistin

### Harnw
- Harnwell, Gaylord (1903–1982), US-amerikanischer Physiker und Präsident der University of Pennsylvania
- Harnwell, Jamie (* 1977), australischer Fußballspieler

### Harny
- Harnys, Hans (1894–1981), deutscher SS-Führer